# The Great Escape (фестиваль)
The Great Escape Festival — трёхдневный музыкальный фестиваль, который проводится в Брайтоне и Хоуве, Англия, каждый год в мае. Он управляется MAMA Festivals и демонстрирует новую музыку разных жанров. Фестиваль был основан в 2006 году, в нём принимают участие около 300 групп на 30 площадках по всему городу. Его сравнивают с фестивалем South by Southwest.
На мероприятии также проводится конвент музыкальной индустрии, в котором принимают участие более 3000 делегатов. Конференции 2011—2014 годов были спланированы командой музыкального отраслевого издания CMU. Среди докладчиков были Майкл Ивис, DJ Shadow, Пол Эпуорт, представители таких компаний, как Beggars Group, Ticketmaster, PRS for Music, Universal Music Group и Topspin.
В дополнение к основному фестивалю проводится также The Alternative Escape, ещё одна серия «неофициальных» шоу.
Хедлайнером 2015 года стали Alabama Shakes.
В 2020 году мероприятия не проводилось, следующий фестиваль состоялся в 2021 году, но прошёл полностью онлайн из-за пандемии COVID-19.

## Состоявшиеся фестивали
| Год  | Число зрителей        | Хедлайнеры |
| ---- | --------------------- | --- |
| 2013 | около 20 000<         | Bastille, Билли Брэгг |
| 2014 | около 20 000          | Example, Kaiser Chiefs, Келис |
| 2015 | около 20 000          | Alabama Shakes, Кейт Темпест |
| 2016 | около 20 000          | Mystery Jets, Stormzy, The Joy Formidable |
| 2017 | около 20 000          | Джеймс Херси, Rag’n’Bone Man, Софи Хангер |
| 2018 | около 20 000          | Айне Кахилл, Hunter And The Bear, M.I.L.K. |
| 2019 | около 15 000          | AJ Tracey, Fat White Family, Foals, Friendly Fires, A K Patterson, Himalayas, JC Stewart, Jvck James, L Devine, Lucia, Сэм Томпкинс, Sick Joy |
| 2020 | отменён               | Do Nothing, GoGo Penguin, Noisy, Jay1, L’Impératrice, Phoebe Green, Shvpes, Shygirl, Sons of Raphael                                          |
| 2021 | около 15 000 (онлайн) | Билли Мартен, Chubby And The Gang, Yard Act                                                                                                   |
| 2022 | около 15 000          | Gustaf, Сэм Райдер |